# Mistrzostwa Europy w Lekkoatletyce 1986 – bieg na 10 000 m mężczyzn

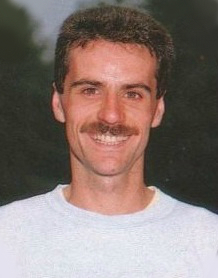
Alberto Cova

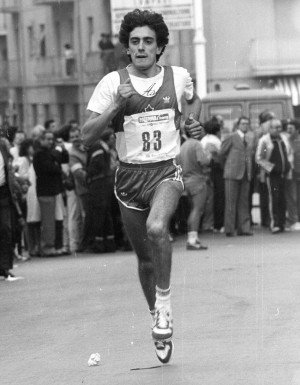
Salvatore Antibo

Bieg na dystansie 10 000 metrów mężczyzn był jedną z konkurencji rozgrywanych podczas XIV mistrzostw Europy w Stuttgarcie. Rozegrano od razu finał 26 sierpnia 1986 roku. Zwycięzcą tej konkurencji został reprezentant Włoch Stefano Mei, a pozostałe medale zdobyli również Włosi. W rywalizacji wzięło udział dwudziestu czterech zawodników z piętnastu reprezentacji.

## Rekordy
| Rekord świata     | Fernando Mamede (PRT) | 27:13,81 | Sztokholm, Szwecja    | 02.07.1984 |
| Rekord Europy     | Fernando Mamede (PRT) | 27:13,81 | Sztokholm, Szwecja    | 02.07.1984 |
| Rekord mistrzostw | Martti Vainio (FIN)   | 27:30,00 | Praga, Czechosłowacja | 29.08.1978 |

## Wyniki

### Finał
| Miejsce | Zawodnik           | Czas     |
| ------- | ------------------ | -------- |
| 1       | Stefano Mei        | 27:56,79 |
| 2       | Alberto Cova       | 27:57,93 |
| 3       | Salvatore Antibo   | 28:00,25 |
| 4       | Mats Erixon        | 28:01,50 |
| 5       | Domingos Castro    | 28:01,62 |
| 6       | John Treacy        | 28:04,10 |
| 7       | Martti Vainio      | 28:08,72 |
| 8       | Jean-Louis Prianon | 28:12,29 |
| 9       | Gerhard Hartmann   | 28:16,25 |
| 10      | Steve Harris       | 28:16,79 |
| 11      | Dionísio Castro    | 28:17,46 |
| 12      | Steve Binns        | 28:17,90 |
| 13      | Ivan Uvizl         | 28:20,86 |
| 14      | Carl Thackery      | 28:33,63 |
| 15      | Christoph Herle    | 28:44,10 |
| 16      | Lubomír Tesáček    | 28:48,61 |
| 17      | Lars-Erik Nilsson  | 28:59,41 |
| 18      | Santiago Llorente  | 29:00,42 |
| 19      | Mehmet Yurdadön    | 29:23,35 |
| 20      | Geir Kvernmo       | 29:34,17 |
| 21      | Ezequiel Canário   | 32:10,46 |
| –       | Paul Arpin         | DNF      |
| –       | Hansjörg Kunze     | DNF      |
| –       | Cor Lambregts      | DNF      |